# Combat de la vallée d'Eranga
Guerre du Mali
Batailles
Le combat de la vallée d'Eranga se déroule lors de la guerre du Mali. L'opération, débutée le 22 novembre 2019, est marquée le 25 novembre par l'abordage de deux hélicoptères qui cause la mort de treize militaires, ce qui constitue les plus lourdes pertes en une seule journée pour les Forces armées françaises depuis le début de leur intervention au Mali en 2013.

## Contexte
En novembre 2019, la ville d'Indelimane et ses environs, situés entre Ansongo et Ménaka, sont le théâtre de nombreux affrontements. La région est alors une des zones d'action de l'État islamique dans le Grand Sahara. Le 1er novembre, au moins 49 soldats maliens sont tués par une attaque djihadiste contre la base militaire de la ville. Le 2 novembre, un VBL assurant l'escorte d'un convoi entre Gao et Ménaka saute sur un IED à 20 kilomètres d'Indelimane : un militaire français trouve la mort,. Le 16 novembre, à environ 20 kilomètres au sud d'Indelimane, des commandos du GCP mènent une attaque contre un campement : cinq djihadistes de l'État islamique sont tués et un commando français est grièvement blessé lors du combat,.

## Déroulement
Le 22 novembre 2019, l'armée française lance une opération d'envergure dans la vallée d'Eranga située à une vingtaine de kilomètres au sud d'Indelimane,.
Le 25, en fin de journée, les forces françaises lancent une attaque dans la région du Liptako Gourma contre des djihadistes se déplaçant en pick-up et à moto,. Au sol, vers 17 h, des militaires du Groupement des commandos parachutistes entrent en contact avec les djihadistes. À la nuit tombée, ils demandent un soutien aérien pour franchir l'oued. Deux hélicoptères Tigre et un Cougar ainsi qu'une patrouille de deux Mirage 2000 sont alors mobilisés,,. Vers 19 h 40, alors que les appareils effectuent une manœuvre destinée à préparer l’engagement de l'ennemi, un des deux Tigres et le Cougar entrent accidentellement en collision. Le choc ne laisse aucun survivant,. Treize militaires français — dont sept du 5e régiment d'hélicoptères de combat (5e RHC), et six opérateurs du Groupement de commandos de montagne : quatre du 4e régiment de chasseurs (4e RCH), un du 93e régiment d'artillerie de montagne (93e RAM) et un du 2e régiment étranger de génie (2e REG) — y trouvent la mort,,,.
Le 28 novembre, l'État islamique en Afrique de l'Ouest revendique avoir provoqué l'accident du 25 novembre : « les soldats du califat ont tiré en direction de l'appareil, le forçant à se retirer et finalement il est entré en collision avec un autre hélicoptère causant la mort de treize soldats »,,. Le lendemain, le général François Lecointre, chef d'État-Major des armées, dément que des tirs djihadistes aient provoqué l'abordage : « C’est absolument faux. [...] Il n’y a pas eu de prise à partie par les jihadistes, qui étaient poursuivis et qui étaient marqués d’une certaine manière au sol. Et il n’y a pas eu donc de retrait d’un appareil face à un tir des jihadistes »,,.

## Pertes
Treize militaires français trouvent la mort dans l'accident du 25 novembre :
- Capitaine Nicolas Mégard, 5e régiment d'hélicoptères de combat de Pau ;
- Capitaine Benjamin Gireud, 5e régiment d'hélicoptères de combat de Pau ;
- Capitaine Clément Frison-Roche, 5e régiment d'hélicoptères de combat de Pau ;
- Lieutenant Alex Morisse, 5e régiment d'hélicoptères de combat de Pau ;
- Lieutenant Pierre-Emmanuel Bockel, 5e régiment d'hélicoptères de combat de Pau ; fils du sénateur et ancien ministre Jean-Marie Bockel[18] ;
- Adjudant-chef Julien Carette, 5e régiment d'hélicoptères de combat de Pau ;
- Brigadier-chef Romain Salles de Saint-Paul, 5e régiment d'hélicoptères de combat de Pau ;
- Capitaine Romain Chomel de Jarnieu, 4e régiment de chasseurs de Gap ; fils de l'amiral Benoît Chomel de Jarnieu[19] ;
- Maréchal des logis-chef Alexandre Protin, 4e régiment de chasseurs de Gap ;
- Maréchal des logis Antoine Serre, 4e régiment de chasseurs de Gap ;
- Maréchal des logis Valentin Duval, 4e régiment de chasseurs de Gap ;
- Maréchal des logis-chef Jérémy Leusie, 93e régiment d'artillerie de montagne de Varces-Allières-et-Risset ;
- Sergent-chef Andreï Jouk, 2e régiment étranger de génie de Saint-Christol.

Le 2 décembre, la France leur rend un hommage national dans la cour d'honneur de l'Hôtel des Invalides. Le président de la République Emmanuel Macron leur remet la Légion d'honneur à titre posthume.

## Vidéographie
- [vidéo] Treize militaires tués au Mali : "Une opération qui se déroulait au sol contre des jihadistes", France 24, 26 novembre 2019.